# Crazzy Steve
Steven "Steve" Scott (nascido em 4 de março de 1984) é um lutador profissional Canadense que trabalha atualmente para a Total Nonstop Action Wrestling (TNA), sob o nome de ringue Crazzy Steve.

## Carreira na luta profissional

### Circuito independente (2003-2013)
Scott começou sua carreira como lutador profissional competindo no circuito independente, e teve grande destaque, nas empresas Great Canadian Wrestling (GCW), onde foi por uma vez, campeão de duplas da GCW com Gutter, e também na Maximum Pro Wrestling onde venceu o Georgian Bay Heavyweight Championship, após derrotar El Tornado, em 10 de setembro de 2011. Em novembro de 2013, Scott enfrentou Gabriel Saint pelo Campeonato Interestadual da ESW, porém não conseguiu conquistar o título.

### Total Nonstop Action Wrestling

#### The Menagerie (2014-2015)

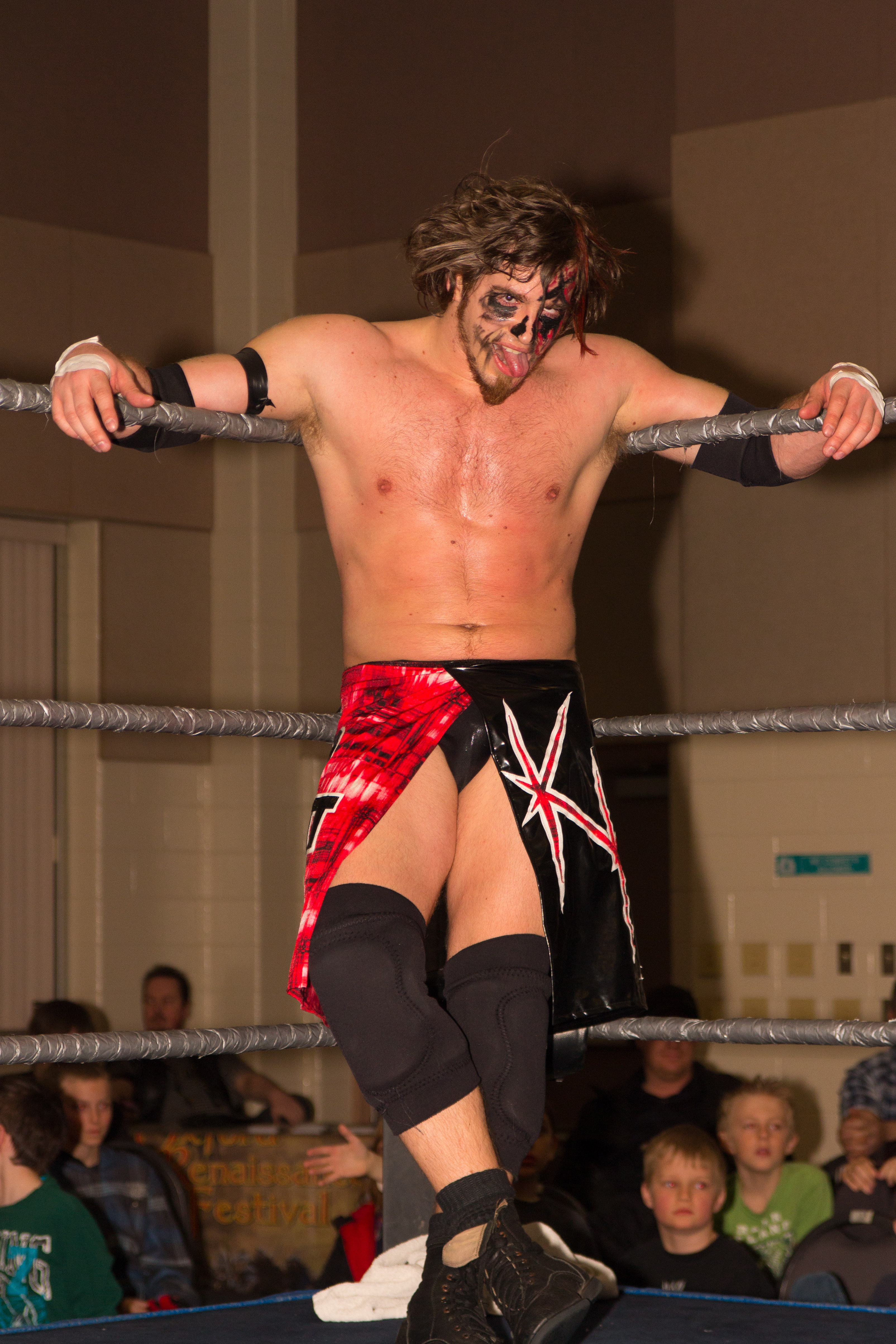
Crazzy Steve em 2013.

Em abril de 2014, Scott fez sua estreia na TNA, sob o nome de ringue Crazzy Steve  , onde tornou-se membro do grupo Menagerie, de Knux, que também contou com The Freak e Rebel. No episódio do dia 8 de maio do Impact Wrestling, Magenarie fez sua estreia televisiva, com Knux derrotando Kazarian. Na semana seguinte, Steve estreou nos rinques da TNA lutando contra o Kazarian. Em 15 de junho de 2014, no Slammiversary XII, Crazzy Steve competiu em uma Luta de escadas pelo Campeonato da X Divison da TNA, que foi vencido por Sanada. No episódio do dia 23 de janeiro de 2015 do Impact Wrestling, Steve participou de um Combate Feast or Fired, mas não conseguiu nenhuma maleta. O grupo se desfez após Knux sair da TNA, em 19 de maio de 2015.

#### Decay (2016–2017)
Em 26 de janeiro de 2016, no Impact Wrestling, Steve, Abyss e Rosemary atacaram os Campeões mundiais de duplas da TNA, The Wolves, e roubaram seus títulos, formando, assim, um novo grupo chamado Decay. Em 19 de março de 2016, A Decay derrotou The Beer Money para vencer o Campeonato Mundial de Duplas da TNA, assim, Steve conquistou seu primeiro título na TNA. No episódio do dia 10 de maio do Impact Wrestling, A Decay derrotou James Storm e Jeff Hardy e manteve os títulos de duplas. No Slammiversary (2016), Decay manteve os títulos contra Jessie Godderz e Robbie E. No Bound for Glory, A Decay perdeu os títulos de duplas para os The Broken Hardys, Brother Nero e Matt Hardy.
- Movimentos de finalização
  - King Kill 33 (Leaping DDT a partir da segunda corda)
- '''Movimentos secundários'''
- Asian Mist
- Canonball senton
- Crossface chickenwing
- German suplex
- Multiple crossface punches
- Variações de socos
  - Back
  - Drop
- Pumphandle neckbreaker
- Running knee strike
- Spinebuster
- Turnbuckle thrust
- Managers
  - Rebel
  - Rosemary
- Temas de entrada
  - "Frontier Psychiatrist" The Avalanches (GCW / Circuito Independente; 11 de maio de 2006 – 7 de dezembro 2013)
  - "Carnivool" por Dale Oliver (TNA; 6 de maio de 2014 – 25 de novembro de 2015; como membro do Menagerie)
  - "Os Ninguéns" (2005 Contra Todos os Deuses Mix) por Marilyn Manson (TNA; 26 de janeiro de 2016 – 15 de dezembro de 2016; como membro de Decay)

## Títulos e realizações
- Canadense Wrestling Revolution

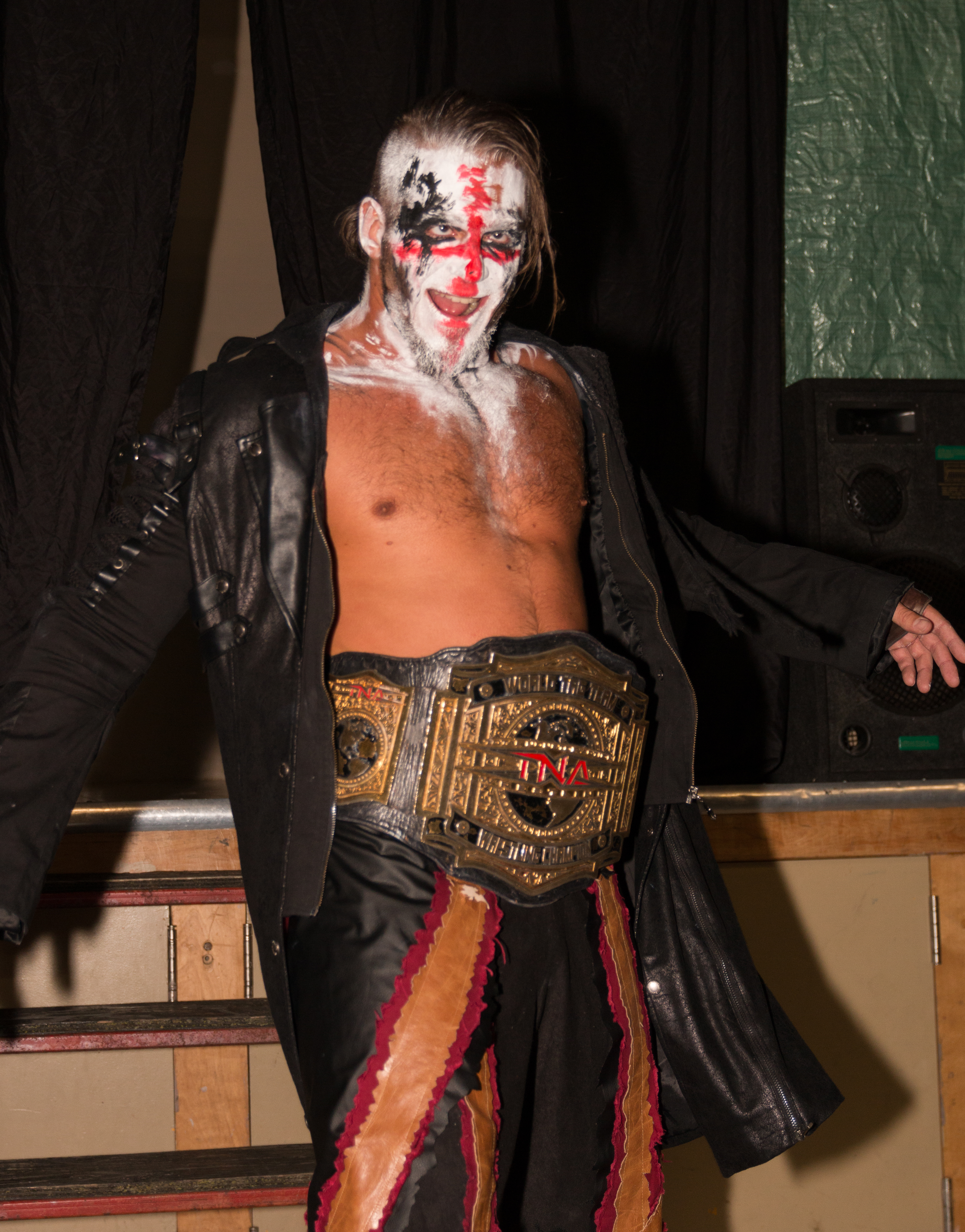
Crazzy Steve com o cinturão do campeonato da TNA Tag Team

  - Campeonato Pan-Americano da CWR (1 vez)[6]
- O Great Canadian Wrestling
  - GCW Tag Team Championship (2 vezes) – com Gutter (1) e Jake O'Reilly[7]
- Lendas Vivas Do Wrestling
  - LLW Light Heavyweight Championship (1 vez)[6]
- Maximum Pro Wrestling
  - MPW Georgian Bay Heavyweight Championship (1 vez)[8]
- Neo SpIrit Pro Wrestling
  - NSPW Independent Chmpionship (1 vez)[6]
  - PSPW Internet Championship (1 vez) [6]
- Pro Wrestling Illustrated
  - PWI classificou-o #93 dos 500 melhores lutadores individuais do PWI 500 em 2016[9]
- Total Nonstop Action Wrestling
  - Campeonato mundial de duplas da TNA (1 vez) – com  Abyss
  - TNA World Cup (2015) , com Jeff Hardy, Gunner, Gail Kim, Davey Richards e Rockstar Spud